# Vratislav Jan Žižka
Vratislav Jan Žižka (19. červenec 1926, Trněný Újezd – 11. duben 2011, Praha) byl český akademický malíř, grafik, astrolog, mantik, pedagog, badatel v oblasti kulturních dějin, spisovatel a básník.

## Život

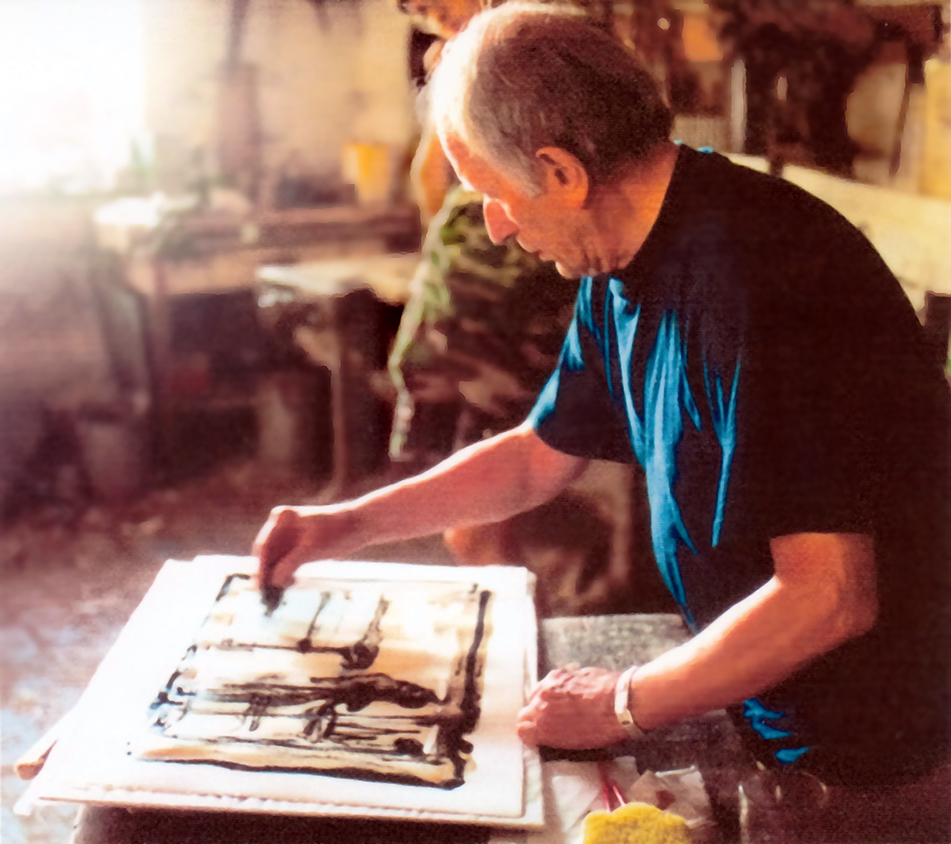
V. J. Žižka, 2009

Narodil se v rodině, kde literatura, hudba a výtvarné umění byly součástí každodenního života.[zdroj?] Maturoval na reálném gymnáziu v Praze, tři roky studoval architekturu a pozemní stavitelství na ČVUT, jeden rok češtinu a výtvarnou výchovu na PFUK. Jeho prvním učitelem kresby a malby byl Jaroslav Háša. Na AVU v Praze studoval u Vlastimila Rady, Vratislava Nechleby, grafickou speciálku u Vladimíra Silovského a dějiny umění u V. V. Štecha a Františka Dvořáka. Absolvoval v roce 1955 cyklem 7 leptů „Starý židovský hřbitov pražský“.
Studijní cesty: Německo, Rusko, Bulharsko, Polsko, Itálie, Švýcarsko a Francie. V roce 1981 absolvoval studijní stáž v ateliéru anglického malíře Bena Nicholsona v Brissago Porta ve Švýcarsku. V letech 1990–2004 přednášel idealistickou estetiku a vizuální komunikaci na VŠUP v Praze. Důležitou součástí jeho odborné práce byla rozsáhlá přednášková činnost pro různé organizace (např. Klub Za starou Prahu, Unitárii, vysokoškolské kluby aj.)

## Dílo

### Výtvarná tvorba
Zabýval se širokým spektrem výtvarných technik: olejomalba, akvarel, pastel, kresba, objekty a kombinované techniky. Vytvářel grafiky ve všech technikách a vytvořil vlastní metodu olejových velkoformátových monotypií (72 × 50 cm). Je autorem cyklu velkých kreseb mizejících chalup východních Čech (Proseč, Budislav aj.). Zvláštní kategorií jeho tvorby je soubor přibližně 3000 kreseb umělců účinkujících na pražských koncertech převážně klasické hudby, ale i kreseb z divadelních představení. Mnohé byly zveřejněny v časopisech, knihách i na CD. V době, kdy nemohl z politických i zdravotních důvodů vystavovat svá díla, se věnoval knižní grafice a úpravám knih (cca 40 titulů). Pro široké znalosti archeologie, dějin umění a architektury spolupracoval s našimi předními autory a odborníky na výtvarných úpravách jejich vydávaných prací. Svými fotografiemi, kresbami a grafickou úpravou spolupracoval na knize Dějiny Prahy oceněné v roce 1965 cenou města Prahy. Pro Ministerstvo školství a kultury vypracoval 7 grafických exlibris s motivem Prahy pro skandinávské země. Restauroval řadu obrazů. Byl autorem výtvarné koncepce výstavy Vývoj české literatury pro mládež v Památníku národního písemnictví v Praze (1954).

### Literární tvorba
Publikace Prométheové a Íkarové vyšla česky a slovensky v nákladem 186 000 výtisků. Jeho práci Znamení zvěrokruhu vydala Artia v roce 1979 ve francouzském překladu Les Signes du Zodiaque pro nakladatelství Circle d' Art a německy Der Tierkreis pro nakladatelství Dausien. Česky vyšla část této studie v revue Konstelace v roce 2013. Spolupracoval s Igorem Zhořem na knihách Život a dílo Bohumila Kubišty a Moderní sochařství, vytvořil obrazovou výpravu a sepsal charakteristiky jednotlivých měsíců roku pro knihu Horoskopy Karla Šiktance. Je autorem úvahy Kamenné poselství – o zrození Budhově v knize Borobudur Bedřicha Formana. Redigoval první díl knihy Bohumila Vurma Tajné dějiny Čech, Moravy a Slezska a vytvořil doslov k této knize s novým pohledem na naše dějiny a existenci v Evropě (19 stran), který prof. Rudolf Chadraba označil za průlomové dílo. Publikoval řadu úvah a studií v revue Konstelace i jiných časopisech. Básně – ronda psal od roku 1956 až do své smrti.

## Výstavy
- Praha – Hollar – 1956
- Praha – Hollar – 1957
- Mariánské Lázně, Kulturní dům Chopin – souborná výstava – 1957
- Praha, Divadlo hudby – 1958
- Brno, Dům pánů z Kunštátu – 1959
- Praha – Obrazy z Bulharska – 1960
- Slunečné pobřeží (Bulharsko) – kresby, akvarely – 1960
- Praha – První pražský festival mladé grafiky – 1961
- Praha – kresby, akvarely a monotypie z cesty po SSSR – 1961
- Jihlava – Výzkumy v grafice – 1969
- Praha – První pražský salon – 1967
- Padova – Arte grafica – 1969
- Praha – Salon pražských výtvarných umělců – 1988
- Praha, Divadlo hudby – souborná výstava kreseb koncertních umělců – 1989
- Praha, Unitária – kresby a grafika – 2002
- Zákolany – (výstava k nedožitým 85. narozeninám) – 2011

## Galerie

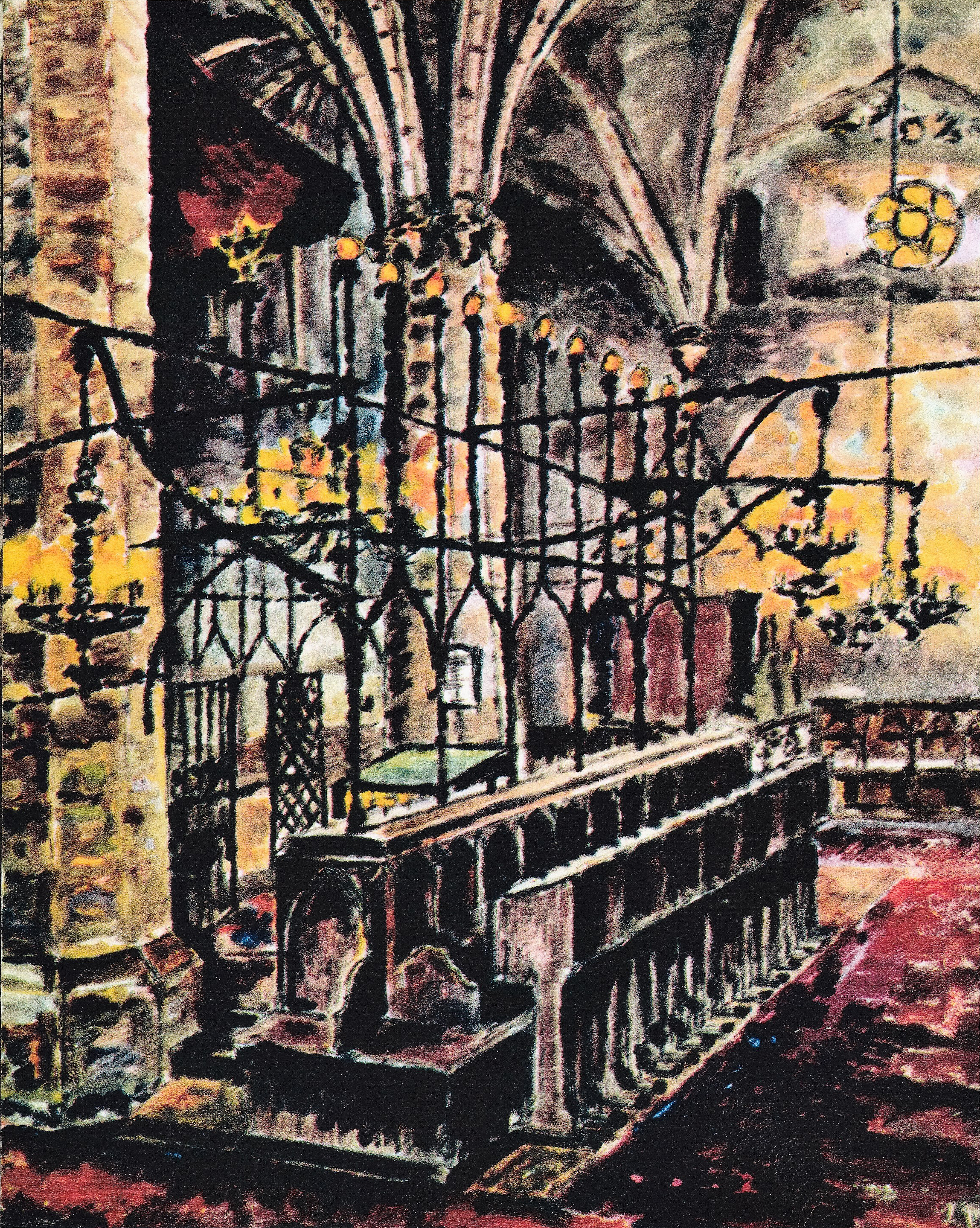
Staronová synagoga (monotypie)
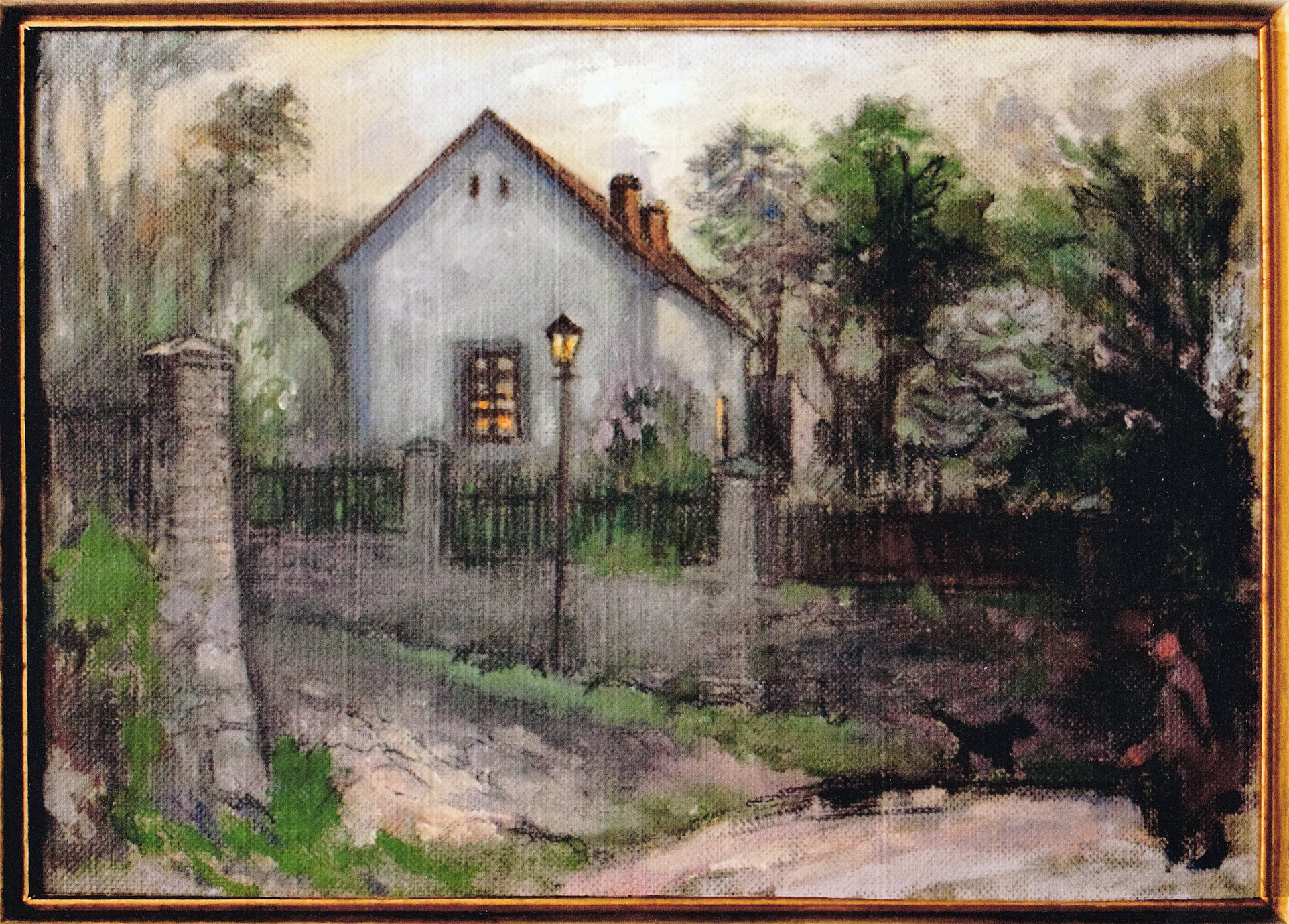
Rodný dům
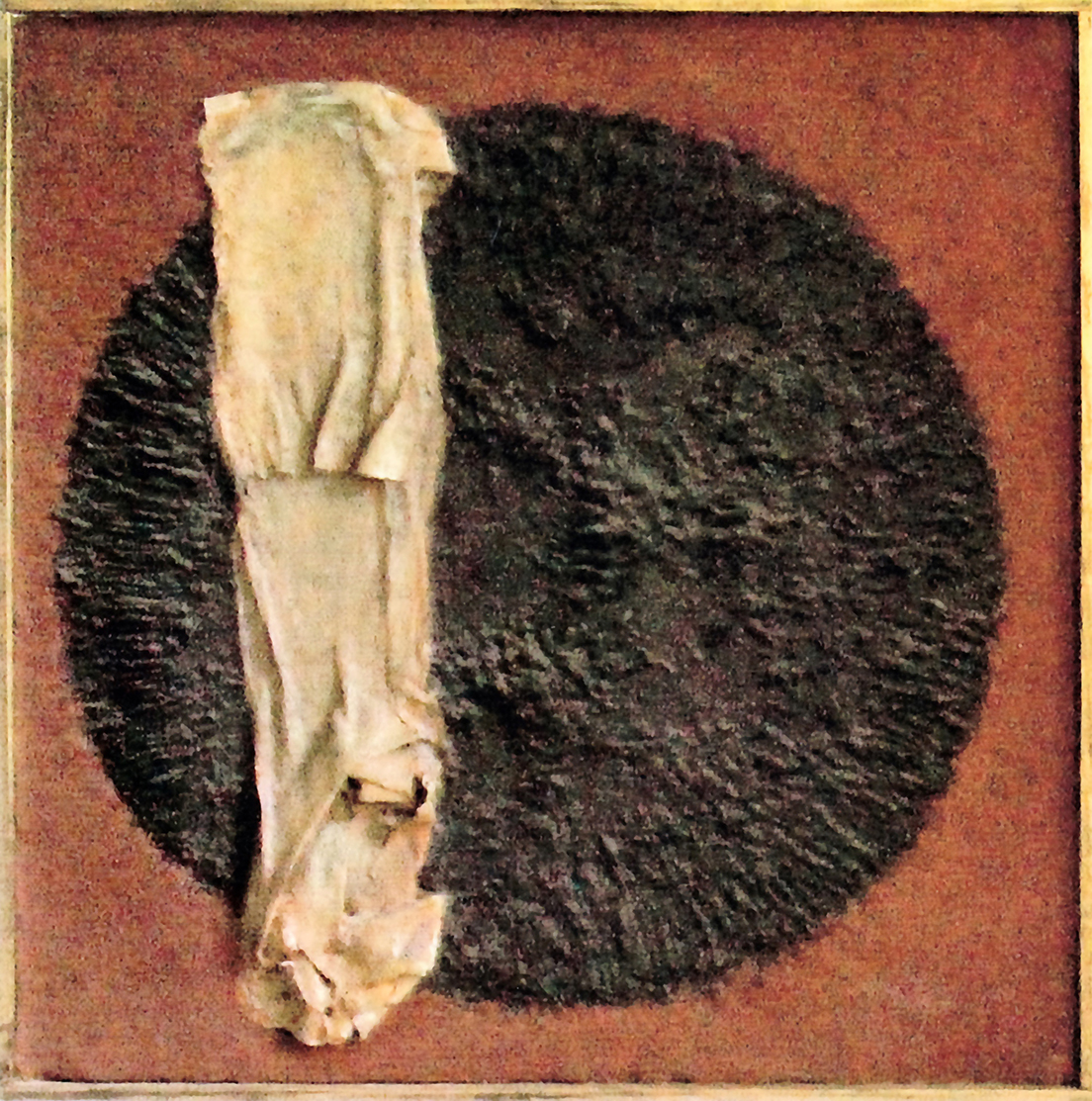
Štít Pallas Athény
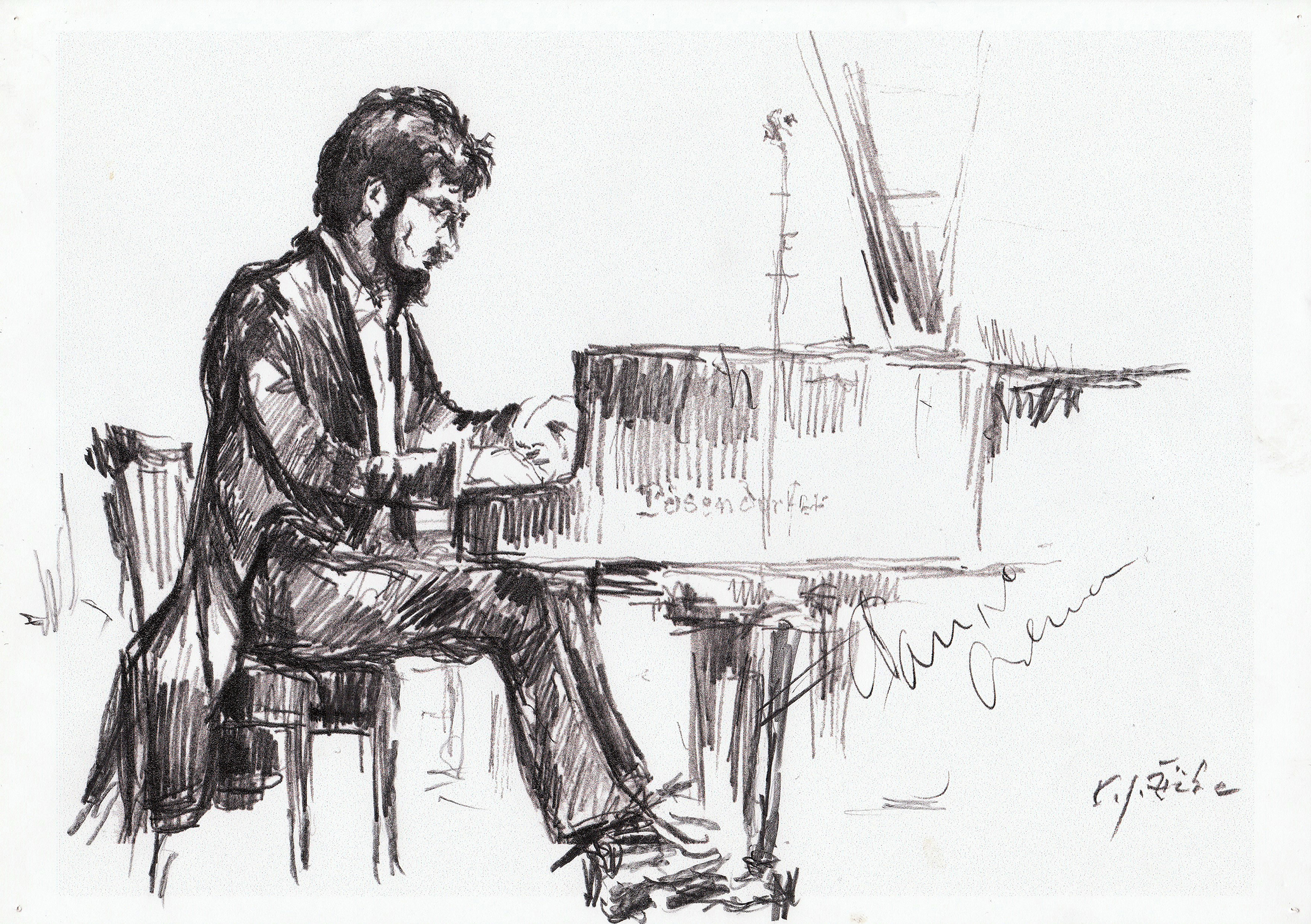
Garrick Ohlsson (kresba)
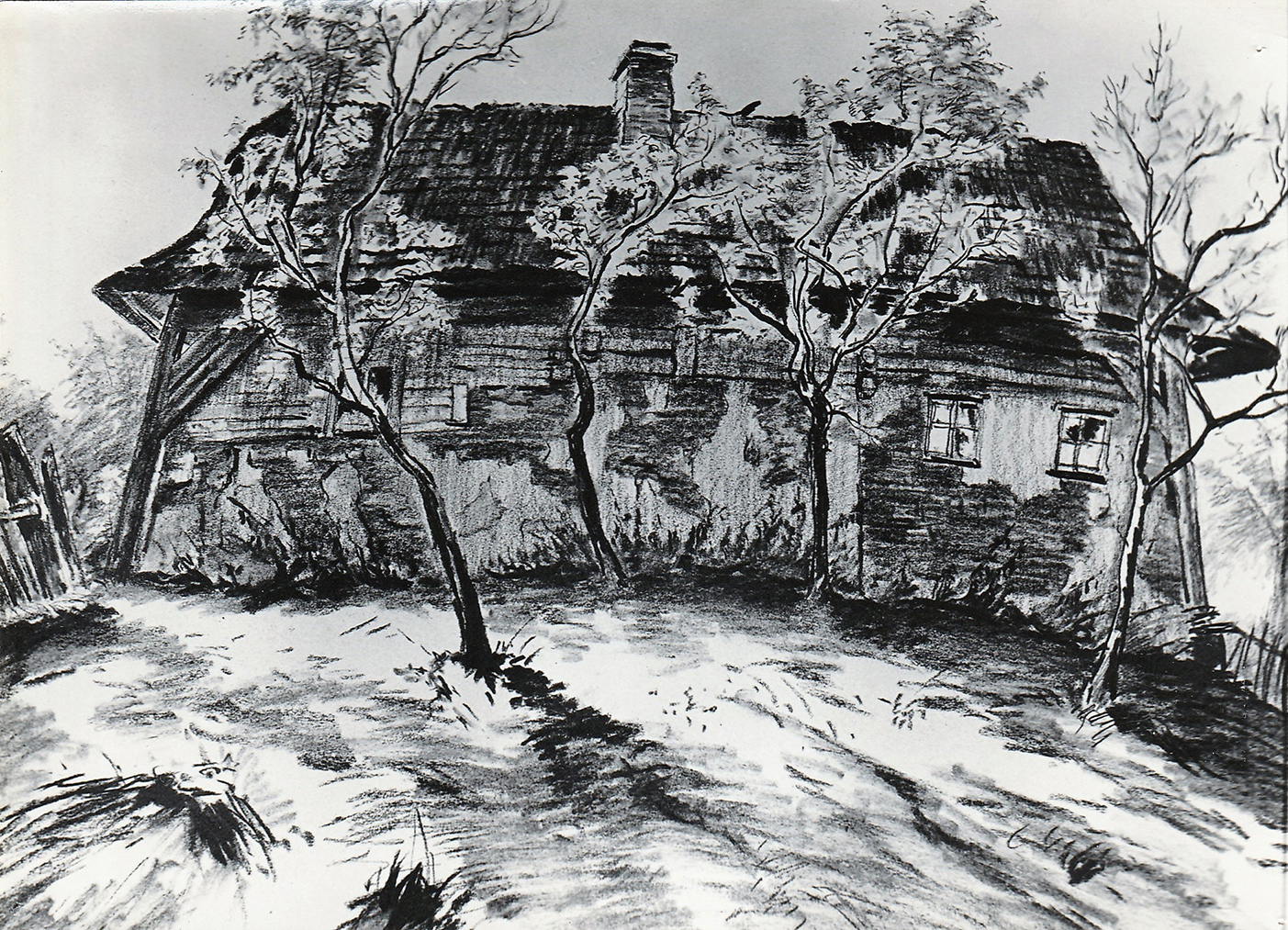
Chalupy východních Čech (z cyklu kreseb)
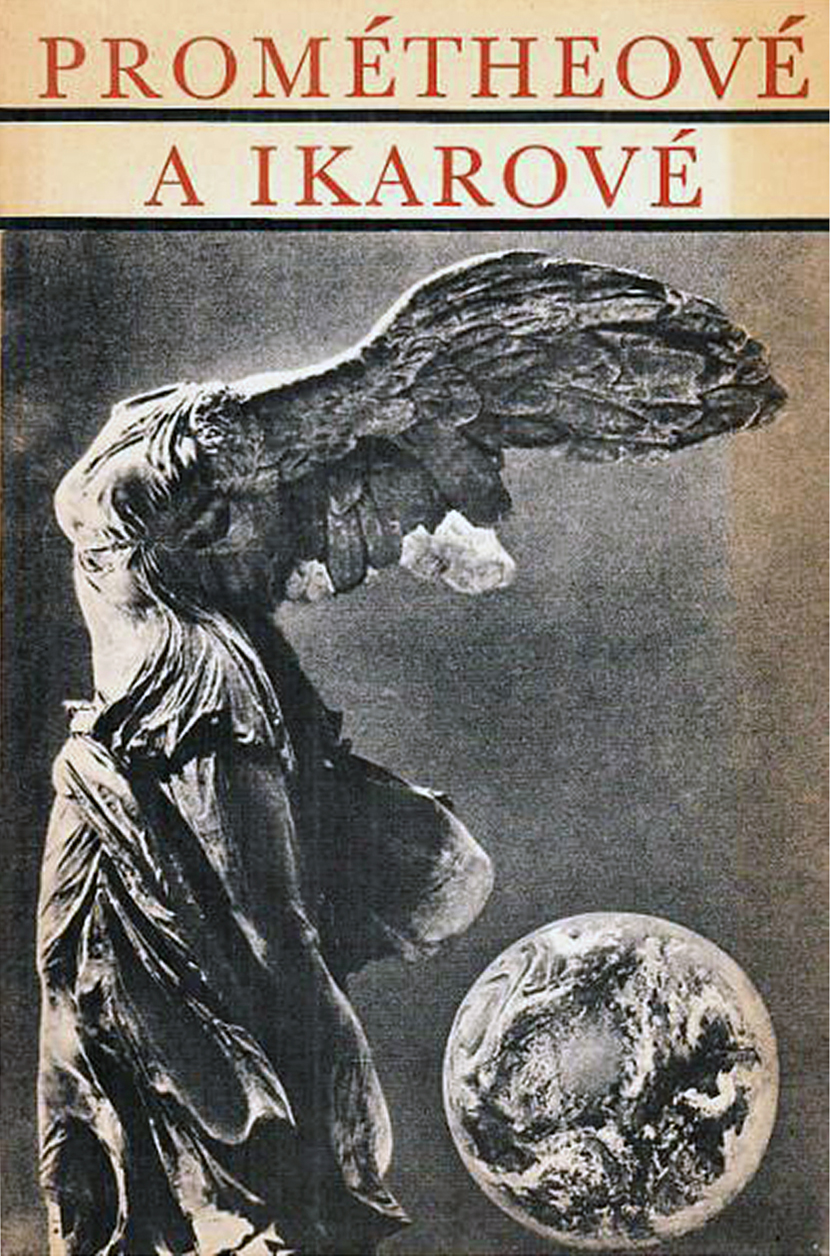
Prométheové a Ikarové (1972, Mladá fronta)